# الشركة العامة للحديد والصلب
الشركة العامة للحديد والصلب هي شركة حكومية عراقية تأسست سنة 1972 في العراق، وهي إحدى كبريات شركات وزارة الصناعة والمعادن.

## الإنشاء
تأسست الشركة عام 1972 وقامت شركة فرنسية ببناء المعمل في البصرة جنوب العراق وبداء الإنتاج التجاري في اوخر السبعينات لكنه توقف مؤقتا في الثمانينات بسبب الحرب العراقية-الإيرانية، وعاد الإنتاج بصورة متقطعه في التسعينات بسبب الحصار الاقصادي والعقوبات الدولية. وفي عام 2003 تعرضت معامل الشركة للتضرر والنهب والسرقة مما ادى إلى توقف الإنتاج حتى الآن. حالياً تجري عمليه لتجديد واعادة تأهيل مصانع الشركة لكي تعاود الإنتاج مجدداً.

## المعامل
| اسم المعمل             | تأريخ التأسيس | نوع الإنتاج |
| ---------------------- | ------------- | --- |
| مصنع الأنابيب الحديدية | 1973          | انتاج الأنابيب الحديدية الملحومة حلزونيا بأقطار من 16 انج ولغاية 48 انج وحسب مواصفات المعهد الأمريكي للبترول API-5L PSL1، وبثلاث طبقات طلاء، مادة ايبوكسي باودر، مادة رابطة Adhesive، بولي اثيلين عالي الكثافة. |